# Naïm Byar
Naim Byar, né le 23 février 2005 à Reims, est un footballeur français qui évolue au poste de milieu de terrain au Bologne FC 1909.

## Biographie

### Carrière en club
Passé par le FC Tinqueux, Byar intègre ensuite le centre de formation du Stade de Reims, avec lequel il signe son premier contrat professionnel en mai 2022.

### Carrière en sélection
Naim Byar est international français en équipe de jeune. En avril 2022, il est sélectionné avec l'équipe de France des moins de 17 ans pour l'Euro 2022. Il s'impose comme un titulaire lors de la compétition continentale, où la France se qualifie pour la finale au tirs au but face au Portugal à la suite d'un score de 2-2 à la fin du temps réglementaire,.
Il participe au tournoi Maurice Revello avec l'équipe de France espoirs en juin 2023.
Le 1er septembre 2023, il reçoit sa première convocation avec le Maroc -20 ans pour une double confrontation contre la Belgique en septembre 2023 sous la houlette du sélectionneur Mohammed Ouahbi.

## Palmarès
France -17 ans
- Championnat d'Europe -17 ans (1) :
  - Vainqueur : 2022.

 Maroc -20 ans
- Championnat d'Afrique du Nord des nations  (1) :
  -  Champion en 2024[7].